# Melocactus salvadorensis
Melocactus salvadorensis ist eine Pflanzenart aus der Gattung Melocactus in der Familie der Kakteengewächse (Cactaceae). Das Artepitheton salvadorensis verweist auf das Vorkommen der Art bei Salvador da Bahia.

## Beschreibung
Melocactus salvadorensis wächst mit grünen oder glauken, niedergedrückt kugelförmigen bis pyramidal kugelförmigen Trieben, die bei Durchmessern von 12 bis 25 Zentimetern Wuchshöhen von 12 bis 20 Zentimeter erreichen. Es sind acht bis 14 scharfkantige und im Querschnitt dreieckige Rippen vorhanden. Die  gelblich bis  rötlich braunen Dornen sind anfangs grau übertönt. Die ein bis vier Mitteldornen sind 1,5 bis 3 Zentimeter lang. Die sieben bis zehn Randdornen sind 2 bis 4,5 Zentimeter lang. Das aus spärlicher gräulich weißer Wolle und dichten, rötlichen Borsten bestehende Cephalium wird bis zu 15 Zentimeter hoch und weist Durchmesser von 6 bis 10 Zentimeter auf.
Die etwas rosamagentafarbenen Blüten sind bis zu 2,5 Zentimeter lang und weisen Durchmesser von 1,2 Zentimeter auf. Sie ragen kaum aus dem Cephalium heraus. Die keulenförmigen, etwas abgeflachten, tief fliederfarbenmagenta Früchte sind bis 1,7 Zentimeter lang.

## Verbreitung, Systematik und Gefährdung
Melocactus salvadorensis ist im Osten und Süden des brasilianischen Bundesstaates Bahia verbreitet.
Die Erstbeschreibung erfolgte 1934 durch Erich Werdermann.
Es werden folgende Unterarten unterschieden:
- Melocactus salvadorensis subsp. salvadorensis
- Melocactus salvadorensis subsp. oliveirae P.J.Braun[4]

In der Roten Liste gefährdeter Arten der IUCN wird die Art als „Vulnerable (VU)“, d. h. als gefährdet geführt.

## Nachweise